# Seishun Buta Yarō wa Bunny Girl Senpai no Yume o Minai
Seishun Buta Yarō wa Bunny Girl Senpai no Yume o Minai (japanisch 青春ブタ野郎はバニーガール先輩の夢を見ない Seishun Buta Yarō wa Banī Gāru Senpai no Yume o Minai) ist eine Light-Novel-Reihe des Autors Hajime Kamoshida, die von 2014 bis 2024 erschien. Kamoshida schreibt seit 2016 zudem die Manga-Umsetzung, die von Tsugumi Nanamiya illustriert wird.
Das Animationsstudio CloverWorks produzierte im Jahr 2018 eine 13-teilige Animeserie basierend auf der Light Novel, die auf Deutsch als Rascal Does Not Dream of Bunny Girl Senpai erschien. Im Juni 2019 kam mit Rascal Does Not Dream of a Dreaming Girl zudem ein knapp 90-minütiger Film in die Kinos. Dem folgten 2023 die beiden Filme Rascal Does Not Dream of a Sister Venturing Out und Rascal Does Not Dream of a Knapsack Kid. Die zweiten Staffel wurde 2025 unter dem Namen Rascal Does Not Dream of Santa Claus veröffentlicht und ebenfalls von CloverWorks produziert.

## Handlung
Sakuta Azusagawa ist ein Oberschüler und an seiner Schule ein Außenseiter, seit er für die Einweisung dreier Mitschüler ins Krankenhaus verantwortlich gemacht wird. Sein Leben ändert sich, als er die jugendliche Schauspielerin Mai Sakurajima in einem Hasenkostüm durch die Bibliothek umherwandern sieht und niemand sie wahrzunehmen scheint. Mai ist fasziniert, dass Sakuta der Einzige ist, der ihre Präsenz wahrnehmen kann. Sakuta nennt dieses Phänomen „Pubertäts-Syndrom“ und beschließt dieses Mysterium aufklären zu wollen. Dabei versucht er eine Beziehung zu Mai aufzubauen und trifft dabei auf weitere Mädchen, die an dem Syndrom leiden.

## Charaktere

### Hauptcharaktere
Sakuta Azusagawa (梓川 咲太, Azusagawa Sakuta)
Sakuta ist Schüler an einer Oberschule und gilt als Außenseiter. Seinen schlechten Ruf als „Schweinekerl“ (seishun buta yarō) hat er den Umstand zu verdanken, dass er für die Einlieferung dreier Mitschüler in das Krankenhaus verantwortlich gemacht wird. Sakuta versucht nicht, die Umstände für den Zwischenfall zu erklären. Als er eines Tages in einer Bibliothek auf seine Mitschülerin Mai Sakurajima trifft, beschließt er das „Pubertäts-Syndrom“ zu untersuchen. Das Pubertäts-Syndrom seiner jüngeren Schwester hat sich ebenfalls auf ihn ausgewirkt und hinterließ bei ihm drei große Narben. Als er Mai helfen kann ihr Syndrom zu überwinden, trifft Sakuta auf weitere Opfer des Pubertäts-Syndroms.
Mai Sakurajima (桜島 麻衣, Sakurajima Mai)
Mai ist eine jugendliche Schauspielerin und legt aufgrund des hohen Drucks eine Pause ein. Sie besucht dieselbe Schule wie Sakuta. Sie bemerkt schnell, dass ihre Mitmenschen ihre Existenz nicht mehr wahrnehmen können, Sakuta ausgenommen. Um dies zu testen, wandert sie in einem Hasenkostüm (bunny girl) durch eine Bibliothek. Während die Zeit vergeht vergessen immer mehr Menschen um ihre Existenz bis nur noch Sakuta von ihrem Dasein weiß. Er schafft es ihre Existenz und die Erinnerungen der Menschen an ihr wieder herzustellen, als er ihr in der Schule vor ihren Klassenkameraden seine Liebe zu ihr gesteht. Sie versuchen eine Beziehung aufzubauen, was sich aber aufgrund von Mais Tätigkeit als schwierig erweist. Später ist sie von dem Pubertäts-Syndrom ihrer Halbschwester betroffen, was dazu führt, dass die beiden Schwestern ihre Körper tauschen. Mai ist der Hauptcharakter im ersten Roman.
Tomoe Koga (古賀 朋絵, Koga Tomoe)
Tomoe ist der Hauptcharakter im zweiten Roman. Sie besucht die gleiche Oberschule wie Sakuta und geht in das erste Jahr. Koga trifft erstmals im Park auf Sakuta, der versucht die Mutter eines kleinen Mädchens ausfindig zu machen, weswegen sie Sakuta für einen Lolicon hält. Tomoe ist unsicher und bittet Sakuta ihren Freund zu spielen, damit ihre Mitschüler nicht hinter ihrem Rücken schlecht über sie reden. Dennoch machen sich Gerüchte über sie breit. Sie verliebt sich in Sakuta, als sie sieht, wie er sie verteidigt. Ihre Gefühle für Sakuta verursachen eine Zeitanomalie, die dazu führt, dass die beiden ihren letzten Tag als Paar immer wieder erleben. Sakuta konfrontiert sie mit ihren Gefühlen. Als sie ihn diese gesteht, wird die Anomalie behoben. Sakuta kann ihre Gefühle nicht erwidern, dennoch bleiben beide miteinander befreundet.
Rio Futaba (双葉 理央, Futaba Rio)
Rio ist die Hauptcharakterin des dritten Romans. Sie ist das einzige Mitglied des Chemie-Clubs an der Schule und einer der wenigen Freunde von Sakuta. Rio hielt das Pubertäts-Syndrom für einen Mythos, bis sie schließlich selbst daran leidet. Da sie sich selbst für unattraktiv hält, entsteht durch das Syndrom ein Klon ihrer selbst mit einem gegensätzlichen Charakter, der anzügliche Bilder von ihr ins Internet postet, um ihre andere Hälfte zu strafen. Sakuta gelingt es die beiden Persönlichkeiten wieder miteinander zu verschmelzen.
Nodoka Toyohama (豊浜 のどか, Toyohama Nodoka)
Nodoka ist Mais Halbschwester und Mitglied einer Idol-Gruppe. Aufgrund ihres Minderwertigkeitskomplexes tauschen sie und ihre Halbschwester Mai Sakurajima ihre Körper. Sie tauschen ihre Körper zurück, nachdem sie erkennt, dass sie nicht wie ihre Halbschwester sein muss. Der Rücktausch der Körper beginnt, nachdem sich die beiden Schwestern versöhnen. Nodoka ist Protagonistin im vierten Roman.
Kaede Azusagawa (梓川 かえで, Azusagawa Kaede)
Kaede ist Sakutas kleine Schwester. Sie leidet an dem Pubertäts-Syndrom, das bei ihr mysteriöse Schnittverletzungen hervorruft, nachdem sie ein Opfer von Cyber-Mobbing wurde, bei dem auch Todeswünsche geäußert wurden. Sie konnte das Syndrom behandeln, indem sie keine sozialen Netzwerke mehr benutzt und nicht mehr zur Schule geht. Seither lebt sie in Sakutas Apartment. Sie ist ihrem Bruder sehr anhänglich und hat Angst vor fremden Menschen. Später wird erklärt, dass sie an einer dissoziativen Störung leidet. Sie hat vergessen, wer sie war und entwickelte eine andere Persönlichkeit. Als sie ihre Erinnerungen an die frühere Kaede wieder erlangt, verschwinden ihre Erinnerungen an die vergangenen beiden Jahre. Traurig darüber, dass die Kaede, die Sakuta in den letzten Jahren kennengelernt hat, verschwindet, ist er dennoch froh, dass seine alte Schwester wieder zurück ist und beschließt ihr dabei zu helfen ihr früheres Leben wieder aufzubauen. Sie ist Hauptcharakterin im fünften Roman.
Shōko Makinohara (牧之原 翔子, Makinohara Shōko)
Shōko ist eine Mittelschülerin und Hauptcharakterin des sechsten und siebenten Romans der Serie. Sie hat den gleichen Namen wie seine erste große Liebe. Beide treffen sich erstmals während eines Regensturms. Es wird bekannt, dass sie die Shōko aus Sakutas Episode ist, aber wegziehen musste, um sich von einer Herztransplantation erholen zu können. Nachdem Kaede ihre Erinnerungen wieder erlangt, erscheint Shōko bei ihm und unterstützt ihn bei der Überwindung seines Kummers über den Verlust seiner Schwester, die er in den letzten beiden Jahren kennenlernen durfte. Als sich Sakuta beruhigt, verschwindet Shōko und mit ihr ihre Identität.

### Nebencharaktere
Yūma Kunimi (国見 佑真, Kunimi Yūma)
Yūma ist Sakutas bester Freund und in einer Beziehung mit Saki.
Saki Kamisato (上里 沙希, Kamisato Saki)
Saki ist die Freundin von Yūma. Sie hasst Sakuta und wünscht sich, dass er keinen Kontakt mehr zu Yūma hat, da sie sowohl um das Ansehen Yūmas besorgt ist als auch ihre eigene Reputation in der Schule in Gefahr sieht.
Fumika Nanjō (南条 文香, Nanjō Fumika)
Fumika ist eine Reporterin und an dem „Pubertäts-Syndrom“ interessiert. Sie versucht des Öfteren Sakuta zu einem Interview zu bewegen, da sie der Überzeugung ist, dass seine drei Narben auf der Brust in Verbindung zu dem Syndrom stehen und dadurch verursacht wurden.

## Umsetzungen

### Light Novel
Die Light-Novel-Serie wird von Hajime Kamoshida geschrieben und enthält Zeichnungen von Keeji Mizoguchi. Die Reihe erscheint im Dengeki Bunko des Verlages ASCII Media Works. Yen Press sicherte sich die Rechte an einer englischen Überarbeitung der Romanreihe.
| #  | Titel | VÖ-Datum      | ISBN                    |
| -- | --- | ------------- | ----------------------- |
| 1  | Seishun Buta Yarō wa Bunny Girl Senpai no Yume o Minai (青春ブタ野郎はバニーガール先輩の夢を見ない ~ Gāru Senpai ~) | 10. Apr. 2014 | ISBN 978-4-04-866487-5. |
| 2  | Seishun Buta Yarō wa Petit Devil Kōhai no Yume o Minai (青春ブタ野郎はプチデビル後輩の夢を見ない ~ Puchi Debiru ~)  | 9. Sep. 2014  | ISBN 978-4-04-866808-8. |
| 3  | Seishun Buta Yarō wa Logical Witch no Yume o Minai (青春ブタ野郎はロジカルウィッチの夢を見ない ~ Rojikaru Witchi ~) | 10. Jan. 2015 | ISBN 978-4-04-869173-4. |
| 4  | Seishun Buta Yarō wa Siscon Idol no Yume o Minai (青春ブタ野郎はシスコンアイドルの夢を見ない ~ Shisukon Aidoru ~)   | 9. Mai 2015   | ISBN 978-4-04-865135-6. |
| 5  | Seishun Buta Yarō wa Orusuban Imōto no Yume o Minai (青春ブタ野郎はおるすばん妹の夢を見ない)                        | 10. Sep. 2015 | ISBN 978-4-04-865394-7. |
| 6  | Seishun Buta Yarō wa Yume Miru Shōjo no Yume o Minai (春ブタ野郎はゆめみる少女の夢を見ない)                         | 10. Juni 2016 | ISBN 978-4-04-865891-1. |
| 7  | Seishun Buta Yarō wa Hatsukoi Shōjo no Yume o Minai (青春ブタ野郎はハツコイ少女の夢を見ない)                        | 8. Okt. 2016  | ISBN 978-4-04-892281-4. |
| 8  | Seishun Buta Yarō wa Dekake Sister no Yume o Minai (青春ブタ野郎はおでかけシスターの夢を見ない ~ Shisutā ~)         | 10. Apr. 2018 | ISBN 978-4-04-893585-2. |
| 9  | Seishun Buta Yarō wa Randoseru Girl no Yume o Minai} (青春ブタ野郎はランドセルガールの夢を見ない ~ Gāru ~)          | 10. Okt. 2018 | ISBN 978-4-04-912017-2. |
| 10 | Seishun Buta Yarō wa Mayoeru Shingā no Yume o Minai } (青春ブタ野郎は迷えるシンガーの夢を見ない ~ Gāru ~)           | 7. Feb. 2020  | ISBN 978-4-04-912850-5. |
| 11 | Seishun Buta Yarō wa Naichingēru no Yume o Minai (青春ブタ野郎はナイチンゲールの夢を見ない)                         | 10. Dez. 2020 | ISBN 978-4-04-912902-1. |
| 12 | Seishun Buta Yarō wa Mai Suchūdento no Yume o Minai (青春ブタ野郎はマイスチューデントの夢を見ない)                  | 9. Dez. 2022  | ISBN 978-4-04-913936-5. |
| 13 | Seishun Buta Yarō wa Santakurōsu no Yume o Minai (青春ブタ野郎はサンタクロースの夢を見ない)                         | 7. Juli 2023  | ISBN 978-4-04-914867-1. |
| 14 | Seishun Buta Yarō wa Gārufurendo no Yume o Minai (青春ブタ野郎はガールフレンドの夢を見ない)                         | 9. Aug. 2024  | ISBN 978-4-04-915131-2. |
| 15 | Seishun Buta Yarō wa Dia Furendo no Yume o Minai (青春ブタ野郎はディアフレンドの夢を見ない)                         | 10. Okt. 2024 | ISBN 978-4-04-915132-9. |

### Manga
Hajime Kamoshida schreibt neben der Light-Novel-Reihe zugleich die Manga-Umsetzung, die von Tsugumi Nanamiya illustriert wird. In Japan erscheint die Mangareihe im Dengeki G’s Comic des Verlages ASCII Media. Die Rechte an einer englischen Fassung besitzt das Unternehmen Yen Press.
| # | VÖ-Datum      | ISBN                    |
| - | ------------- | ----------------------- |
| 1 | 8. Okt. 2016  | ISBN 978-4-04-892480-1. |
| 2 | 10. Okt. 2018 | ISBN 978-4-04-912068-4. |
| 3 | 10. Okt. 2018 | ISBN 978-4-04-912070-7. |
| 4 | 10. Dez. 2018 | ISBN 978-4-04-912258-9. |

### Anime
Eine 13-teilige Animeserie, die die ersten fünf Bände der Light-Novel-Reihe abdeckt, wurde zwischen dem 4. Oktober und dem 27. Dezember 2018 auf ABC und weiteren Fernsehsendern gezeigt. Verantwortlich zeigt sich das Produktionsstudio CloverWorks. Regie übernahm Sōichi Masui während Satomi Tamura die Charaktere entwarf. Die Serienmusik stammt von der Band Fox Capture Plan. Die Pop-Rock-Band The Peggies spielten mit 君のせい Kimi no Sei das Einspiellied. Das Abspannlied trägt den Namen 不可思議のカルテ Fukashigi no Karte und wurde von den jeweiligen Synchronsprecherinnen der Protagonistinnen des jeweiligen Arcs eingesungen.
In Nordamerika erwarb Aniplex of America die Rechte an der Ausstrahlung der Serie und ließ diese über die Anbieter Crunchyroll, FunimationNOW und Hulu im Simulcast zeigen. MVM Entertainment zeigte die Serie im Vereinigten Königreich und in der Republik Irland. In Australien und Neuseeland wurde die Serie bei AnimeLab gezeigt. In Deutschland zeigte Wakanim die Serie im Simulcast. Peppermint Anime erhielt die Rechte an einer deutschen Umsetzung der Serie.
Am 15. Juni 2019 wurde mit Rascal Does Not Dream of a Dreaming Girl (japanisch 青春ブタ野郎はゆめみる少女の夢を見ない Seishun Buta Yarō wa Yume Miru Shōjo no Yume o Minai) ein Kinofilm veröffentlicht, der die Bände sechs und sieben der Romanreihe abdeckt. An dem Film arbeitete die gesamte Crew der Animeserie mit. Die Synchronsprecher blieben dabei ebenfalls die gleichen wie bei der Animeserie. Im Rahmen des Aniplex Online Fest, dass am 24. September 2022 als Online-Event stattfand, wurde angekündigt, dass die Animeserie eine Fortsetzung durch die beiden Filme Rascal Does Not Dream of a Sister Venturing Out (japanisch 青春ブタ野郎はおでかけシスターの夢を見ない Seishun Buta Yarō wa Dekake Sister no Yume o Minai) und Rascal Does Not Dream of a Knapsack Kid (japanisch 青春ブタ野郎はランドセルガールの夢を見ない Seishun Buta Yarō wa Randoseru Girl no Yume o Minai) erhalten werde, welche den Inhalt des achten und neunten Romans abdecken. Dabei wurde bestätigt, dass der Kern der Produktionsbesetzung, die bereits gemeinsam an der Anime-Fernsehserie aus dem Jahr 2018 und dem Kinofilm des Folgejahres zusammenarbeitete, erneut zusammenkommen. Die zweite Staffel, welche den Inhalt der Romanreihe ab Band 10 darstellt, startete am 5. Juli 2025 unter dem Titel Rascal Does Not Dream of Santa Claus (japanisch 青春ブタ野郎はサンタクロースの夢を見ない Seishun Buta Yarō Santa Claus no Yume wo Minai).

#### Synchronisation
| Rolle            | Japanische Stimme (Seiyū) | Deutsche Stimme      |
| ---------------- | ------------------------- | -------------------- |
| Sakuta Azusawa   | Kaito Ishikawa            | Malte Wetzel         |
| Mai Sakurajima   | Asami Seto                | Marcia von Rebay     |
| Kaede Azusawa    | Yurika Kubo               | Alexandra Schenke    |
| Rio Futaba       | Atsumi Tanezaki           | Sandra Schadt        |
| Tomoe Koga       | Nao Tōyama                | Rieke Werner         |
| Shōko Makinohara | Inori Minase              | Melanie Olbert       |
| Nodoka Toyohama  | Maaya Uchida              | Paulina Rümmelein    |
| Yūma Kunimi      | Yūma Uchida               | Felix Mayer          |
| Saki Kamisato    | Himika Akaneya            | Gabrielle Pietermann |
| Fumika Nanjō     | Satomi Satō               | Anke Kortemeier      |